# Reorganización pro mercado
Los mercados y las costumbres de consumo cambian con el tiempo por lo cual las empresas deben adaptar sus estructuras para satisfacer rentablemente a sus clientes. 
Esta técnica consiste en estudiar el comportamiento de los compradores y todo aquello que afecte al mercado (competidores, gobierno, ONGs, etc.) para luego reorganizar la empresa. El objetivo es optimizar el uso de recursos utilizados para producir productos y/o prestar servicios, generando mayor valor con el menor costo posible. Formula de la generación de rentabilidad.
Una segunda etapa es la optimización comercial. Partiendo del diseño de productos / servicios y precios acorde al consumidor, se definen todas las acciones necesarias para comercializar los mismos. Nuevamente se busca lograr el mayor efecto con la menor inversión y gasto posible. 
La Reorganización pro Mercado se alimenta del Marketing Relacional y utiliza herramientas como:
- Tiempos y métodos.
- Costeo –ABC- que se adaptan a la ocasión (MD-ABC)
- Coaching

- Datos: Q9068078